# Tamerza
Tamerza (arabe : تمغزة) ou Tameghza est une oasis de montagne située au centre-ouest de la Tunisie (gouvernorat de Tozeur). Elle est située à environ 450 kilomètres de Tunis et 70 kilomètres de Tozeur.
C'est dans cette région des oasis de montagnes que sont tournées certaines scènes du film Le Patient anglais.

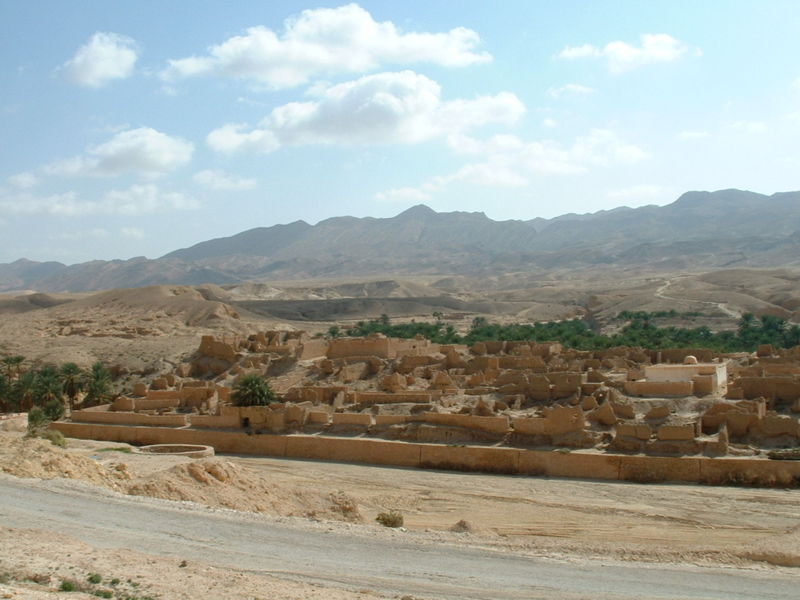
Village abandonné.
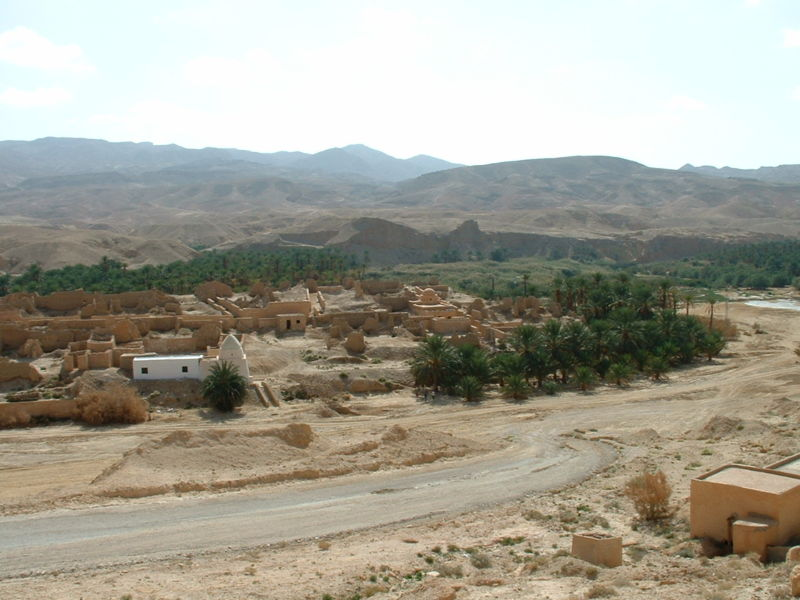
Vue du village (marabout visible en blanc).
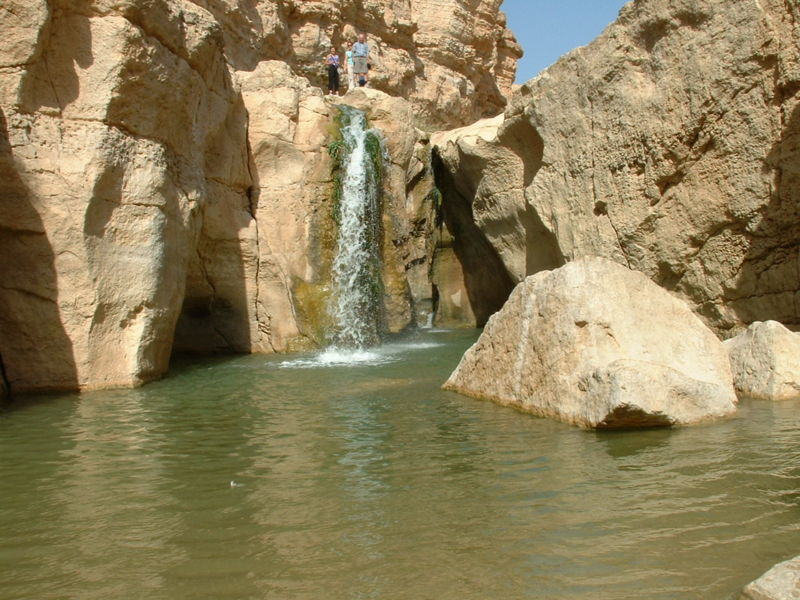
Oued et cascade près du village.

## Histoire
Le site appartenait sous le nom d'Ad Turres au limes saharien reliant Tébessa à Gafsa. Il était alors chargé de la défense des frontières de l'Empire romain avant de devenir le siège d'un évêché sous les Byzantins. On décèle d'ailleurs, dans certaines maisons du village, des matériaux antiques.
La tache verte de la palmeraie de Tamerza tranche sur le décor minéral environnant. Précédant l'oasis, le vieux village, abandonné en 1969 à la suite d'inondations meurtrières qui font plus de 400 morts en Tunisie, étale ses constructions sur la rive de l'oued El Horchane dont le lit forme un large boulevard raboté et nu qui dit toute la violence des pluies dans cette région. Seul le marabout est encore utilisé.
Selon plusieurs sources, un commando du GIA algérien aurait tué, le 11 février 1995, six gardes nationaux près de l'oasis. Une revendication est publiée le 20 février,. Le journal français Le Monde du 16 février rapporte que « l'attaque du poste-frontière de Tamerza a été démentie par Tunis qui tente de réduire l'affaire à un banal accident de la route ».